# Другар
Другар означава „приятел“, „колега“ или „съдружник“, но комунистите налагат думата като стандартно обръщение между хората.
В България обръщението първоначално се използва между комунистите, а налагането му като обръщение между всички хора става след Петия конгрес на Българската комунистическа партия в края на 1948 година.
На някои езици, еквивалентната дума се свързва и с армията.

## Обръщения на комунистите
Отричайки класовите разлики, комунистите виждат в традиционните обръщения „господине“/„госпожо“ подчинение. Затова те използват помежду си обръщенията „другарю“/„другарко“, които да подчертават равнопоставеността им.

## Преносни значения
В България освен основното, думата „комунист“ и обръщенията получават други значения:
- през 60-те години на XX век след възникването на партийната номенклатура, значението се стеснява и обозначава партиен функционер, или ръководител от среден и по-висок ранг, т.е. – такъв на номенклатурна длъжност. От хората обикновено се употребява в негативен контекст. Еди-кой си е човек, а „другарят Едикойсиев“ – това е големец. Примери: във филма „Оркестър без име“ всички си говорят по име, само един е „другар“ – другарят Миташки, местният големец
- след 1990 г. при разделянето на обществото на „сини“/„червени“ (антикомунисти/комунисти), се използва от определящите се за антикомунисти като обидно или презрително наименование за политическия противник, независимо от убежденията или партийната принадлежност на назовавания
- използва се за политически цели и като нарицателно за хора, използващи политически или държавен пост за лична облага. Пример: в песента си „Не'ам нерви“, рок-певицата Милена пее: „Всеки разправя: другари, другарки, а в дюшека е скрил хилядарки“

## История на политическото значение
Терминът „другар“ (и неговите еквиваленти на различните езици) обикновено означава „колега социалист“ или „колега комунист“.
Нужда от алтернативно обръщение се появява още след Френската революция. След като премахват благородническите титли и термините monsieur и madame, революционерите въвеждат обръщението citoyen(ne) („гражданин“). Сваленият крал – Луи XVI например, е наричан Citoyen Louis Capet за да се подчертае загубата му на привилегии.
Когато социалистическите движения се засилват в средата на 19 век, социалистите започват да търсят егалитарна алтернатива на термини като „господин“, „госпожа“ и „госпожица“. Те избират „другар(ка)“ като предпочитан термин за обръщение. Във френския език, първото използване на еквивалента – „camarade“, сред политиците вляво е от 1790. На английски, първото известно използване на думата „comrade“ е от 1884 г. в социалистическото списание „Справедливост“.

## В Русия
Първоначалното (остаряло) значение на руската версия на термина („товарищ“ [таваришч]) означава нещо като „колега“. Произлиза от товар („стока“).
Втори смисъл е „приятел“, често съученик (като в „той е мой товарищ от гимназията“). Това обикновено предполага по-малка степен приятелство, нещо като „този с когото имах добри работни (хоби и т.н.) отношения“.
След Октомврийската революция през 1917 г., руската дума товарищ е употребявана от болшевиките и скоро еквивалентни думи стават популярни сред комунистите по света.
По време на Руската гражданска война, белите царисти използват думата „другар“ като пренебрежителен термин за враговете—болшевики, особено за тези от Червената армия и съветите. Западни политици и комедианти понякога хумористично подиграват опонетите си от ляво като ги наричат „другари“.
Заради използването на думата от комунистите, тя вече е силно асоциирана по света с комунизма, и особено с марксизъм-ленинизма, сталинизма и троцкизма, както и със Съветския съюз. Думата може да бъде добавяна към титли за да добавя съветски вид (например „Другарю Полковник“). Терминът все още се използва днес във въоръжените сили – обращението към по-висши офицери обикновено е „Другарю Полковник“, „Другарю Генерал“ и т.н.